# Aristippos van Cyrene

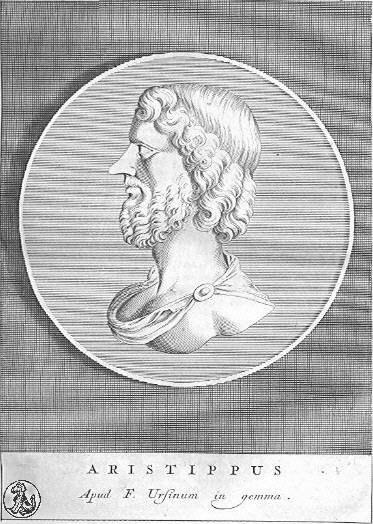
Aristippos

Aristippos (Oudgrieks: Ἀρίστιππος), ook Aristippos van Cyrene of Aristippos de Oudere van Cyrene genoemd, was een Grieks filosoof en een jongere tijdgenoot van Socrates. De juiste data van zijn levensloop zijn niet bekend. Men neemt algemeen aan dat hij omstreeks ca. 435 v.Chr. in Cyrene, een Griekse Polis in het huidige Libië in Noord-Afrika, geboren werd en omstreeks ca. 355 v.Chr. stierf. Hij wordt beschouwd als de grondlegger van de Cyreense School.

## Leven
Over het leven van Aristippos zijn we overwegend op de hoogte door de meldingen van Xenophon in diens Memorabiliën (II,1 en III,6) en Eusebius van Caesarea in diens Praeparatio evangelica (XIV, 18).
Aristippos, die schijnbaar uit een welgestelde familie kwam, zou tijdens een bezoek aan de Olympische Spelen een volgeling van Socrates, Isomachos, ontmoet hebben wiens uitspraken hem overtuigden om naar Athene te gaan, om Socrates zelf te leren kennen. Ook Aeschines Socraticus vermeldt dat Aristippos naar Athene kwam, gelokt door Socrates' vermaardheid. Hij verbleef er een tijdje in de kring van volgelingen van Socrates en had na diens dood ook contacten met Plato en diens kring. Van deze periode getuigt ook de passage in Plato's dialoog De Phaedo, waar Socrates op de dag van zijn veroordeling de naam van Aristippos vernoemt en zich afvraagt waarom hij niet aan zijn zijde is, zoals zijn andere volgelingen. 
Hij verliet uiteindelijk de stad, om op eigen initiatief rond te dwalen en zijn onderricht tegen betaling aan te bieden. Omwille hiervan wordt hij door sommigen tot de sofisten gerekend. Of hij samen met Plato ook aan het hof van Dionysius II van Syracuse verbleven heeft, is niet bekend. Bekend is wel dat hij een dochter, genaamd Arete had, die hij zelf opvoedde en onderwees. Hun zoon Aristippos de Jongere heeft uiteindelijke de Cyreense School in Noord-Afrika voortgezet.
Hoewel we slechts weinig over de precieze levensomstandigheden van Aristippos zijn geïnformeerd, heeft de overlevering toch enkele karaktertrekken en levenswijsheden bewaard, die de roem van Aristippos in het verleden kunnen funderen. 
Overeenstemmend berichten de overgeleverde getuigenissen van zijn pientere aard, zijn beheerstheid en zijn talent om in alle omstandigheden, in vrede en in nood, een afstandelijke gelatenheid te bewaren.
Theodor Gomperz heeft in zijn boek Griechische Denker (Boek IV, Hoofdstuk 9) er op gewezen dat de Aristippische levenscultuur vele eeuwen later, misschien in een iets affectievere vorm, een evenknie vond in de wereld van de Franse Salons van de 18e eeuw. Hij citeert hiervoor een zin van Charles Montesquieu uit diens Portrait de Montesquieu par lui-même, die op opmerkelijke wijze een samenvatting inhoudt van wat ook Aristippos' idiosyncratische karaktertrekken zouden geweest kunnen zijn:
"Mijn machine is zo gelukkig samengesteld, dat ik van alle toestanden genoeg begrijpen kan om ervan te genieten, maar niet levendig genoeg zijn om er onder te lijden."

## Werk
Van de schriftelijke werken van Aristippos zijn er maar enkele delen bewaard gebleven, die door Demetrius van Phaleron geciteerd worden (De Elocutione § 296). Daarnaast is bij de Socratische brieven een brief overgeleverd van Aristippos aan zijn dochter Arete. Aangezien Aristoteles hem meermaals citeert in zijn Metafysika (B 2 996a, B 3 1078a) en Theopompos (Aan Athenaios XI 508 C) zelfs beweert dat Plato werk van hem zou hebben overgenomen, wordt aangenomen dat Aristippos schriftelijke aantekeningen nagelaten heeft. 
Naast meerdere "Essays" (Diatriben), worden aan hem ook een volledig verloren gegane geschiedenis van Libië toegeschreven. Veel later berichtte ook Diogenes Laërtius over het bestaan van schriftelijke werken (Diatriben). Diogenes vermeldt ook de slagzin, waarmee de Antieken Aristippos' levensmaxime gekarakteriseerd hadden: "Ik bezit, ik ben zelf geen eigendom". Hij vermeldt daarnaast ook twee dialogen, één met Speusippos en één met Stilpon, die de leer van Aristippos als tegenstander gehad zouden hebben. Ook deze dialogen zijn verloren gegaan.
Over de inhoud van het werk van Aristippos geven de beperkte meldingen waarover wij beschikken weinig informatie. Het feit dat zo weinig van zijn werk overgeleverd is, wordt wel als argument aangehaald om aan te nemen dat de leer van Aristippos de latere leden van de Cyreense School weinig beïnvloed heeft, ook al was hij de grondlegger van die school. In ieder geval niet in die mate als Eudoxus van Cnidus, die door Aristoteles wordt geciteerd als vertegenwoordiger van de Cyreense traditie. Zijn belangrijkste effect moet waarschijnlijk eerder gezocht worden in zijn persoonlijke uitstraling. Deze moet erg opmerkelijk geweest zijn. Plutarchus (De cohibenda ira, 14) prijst hem als voorbeeld van uitzonderlijke rust en kalmte. Cicero (De officiis, I 148) stelt hem op dezelfde hoogte als Socrates zelf, in die zin dat hij met betrekking tot beide spreekt over hun grootsheid en goddelijke eigenschappen. Horatius (Epistulae, I 1, 18; I 17, 19 und 23), die men in zekere zin als een zielverwant kan beschouwen, beroept zich meermaals op Aristippos' voorbeeld, waarbij hij zowel zijn genoegzaamheid als zijn elegante levensstijl looft.

## Erfenis van Aristippos' werk
In de moderne tijd zouden bepaalde uitspraken van Jean-Jacques Rousseau door Aristippos geïnspireerd kunnen zijn. Ook de theorie over het geluk van Jeremy Bentham bevat duidelijk invloeden van Aristippos' voorstelling van het goede leven (Eudaimonia). Van een grote gelijkenis met hedendaagse hedonistische stromingen is er echter geen sprake. Bij deze laatste ontbreken immers de theoretische onderbouw en de analytische diepgang, die wel terug te vinden is bij de Cyreense filosofen. Deze bestond er in om een garantie aan te bieden om in alle omstandigheden, zelfs de meest penibele, een volledig vervulde levenscultuur te kunnen handhaven.